# Klaus Werner Lotz
Klaus Werner Lotz (geboren 5. Mai 1930; gestorben 24. Mai 2022) war ein deutscher Jurist.

## Leben
Klaus Werner Lotz war von 1987 bis 1995 Präsident des Bayerischen Verwaltungsgerichtshofs.

## Schriften (Auswahl)
- Der Bayerische Verwaltungsgerichtshof in seinem fünften Vierteljahrhundert. Ereignisse und Entwicklungen zwischen 1979 und 2004, in: Bayerische Verwaltungsblätter, 2005, S. 1–11
- Bayerischer Verwaltungsgerichtshof, bei Historisches Lexikon Bayerns Online, 2006